# Brillantaisia cicatricosa
Brillantaisia cicatricosa é uma espécie de planta com flor pertencente à família Acanthaceae.
A autoridade científica da espécie é Lindau, tendo sido publicada em Botanische Jahrbücher für Systematik, Pflanzengeschichte und Pflanzengeographie 20: 4. 1895.

## Moçambique
Trata-se de uma espécie presente no território moçambicano, nomeadamente em Zambézia, Manica e Sofala (regiões como estão definidas na obra Flora Zambesiaca).
Em termos de naturalidade trata-se de uma espécie nativa.